# Liste von Persönlichkeiten der Stadt Pinkafeld
Diese Liste enthält Persönlichkeiten, die mit der burgenländischen Kleinstadt Pinkafeld in Verbindung stehen. Die Liste erhebt keinen Anspruch auf Vollständigkeit.

## Ehrenbürger und Träger des Ehrenringes der Stadt Pinkafeld
Die Stadtgemeinde Pinkafeld verleiht für große Verdienste den Ehrenring sowie das Ehrenzeichen in Gold, Silber und Bronze. Träger des Ehrenrings sind zugleich Ehrenbürger:
- Hermann Gmeiner (1919–1986). Der Gründer der SOS-Kinderdörfer erhielt am 13. Juni 1969 den Ehrenring der Stadt Pinkafeld.
- Karl Kleinrath; dem langjährigen Vizebürgermeister Pinkafelds wurde am 27. Dezember 1985 der Ehrenring überreicht.
- Josef Karl Homma (1891–1966), Pinkafelder Bürgermeister in den Jahren 1936–1938 und Direktor des Burgenländischen Landesarchivs von 1945–1958 erhielt am 14. März 1966 posthum den Ehrenring.
- Theodor Kery (1918–2010). Der ehemalige Landeshauptmann des Burgenlandes gewährte der Stadtgemeinde großzügige finanzielle Unterstützung für Infrastruktur, Schulen, Wirtschaftsförderung und Vereine, wofür ihm 1987 der Ehrenring verliehen wurde.
- Alfred Kranich (1930–1998), Abgeordneter zum burgenländischen Landtag und zugleich Bürgermeister in Pinkafeld, Jahr der Verleihung: 1973.
- Adolf März, setzte sich besonders für den Ausbau der HTBL Pinkafeld ein, Jahr der Verleihung war 1977.
- Reinhold Polster (1922–2009), Landeshauptmannstellvertreter des Burgenlandes, setzte sich besonders im Bereich der Pinkafelder Infrastruktur (Wasserbezug aus dem Wechselgebiet, Pinkaregulierung, Ausbau der Güterwege) für die Stadtgemeinde ein, Jahr der Verleihung: 1977.
- Adolf Posch, erster frei gewählter Bürgermeister der Nachkriegszeit, Jahr der Verleihung: 1964.
- Carl Vaugoin (1873–1949), christlichsozialer Politiker, Heeresminister, österreichischer Bundeskanzler. Vaugoin unterstützte in seiner Funktion als Heeresminister die Gründung der Pinkafelder Feldjägerkaserne.
- Josef Wiesler – Aufgrund seiner Unterstützung erreichte die Stadtgemeinde finanzielle Zuwendungen für den Ausbau der Infrastruktur (Wasserleitungsbau, Güterwegebau, Brückenbau), Jahr der Verleihung: 1987.

## Söhne und Töchter der Stadt

### Persönlichkeiten des 17., 18. und 19. Jahrhunderts

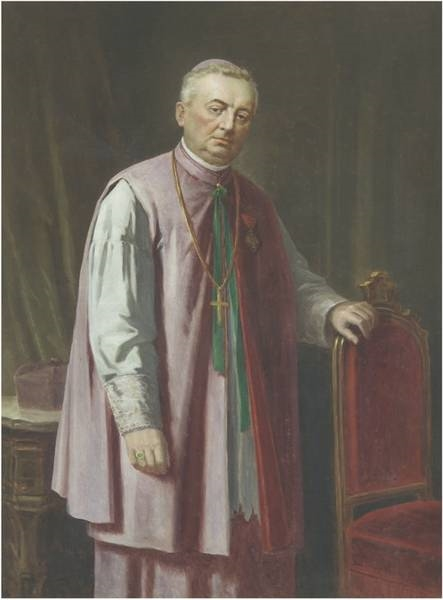
Bischof Michael Haas, geboren 1811 in Pinkafeld

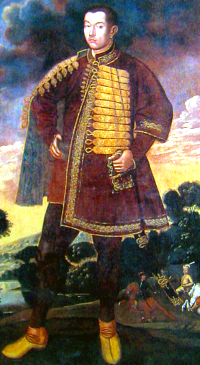
Paul I. Batthyány, Gründer der Pinkafelder Linie der Batthyány.

- Ádám I. Batthyány (1609–1659), Inhaber der Herrschaft Bernstein (1644–1669), der Pinkafeld zu dieser Zeit angehörte
- Barbara Batthyány, zweite Frau Ádám Batthyánys, übernahm 1659 die nunmehr selbständige Herrschaft Pinkafeld
- Paul I. Batthyány (1639–1674), Herrschaftsinhaber 1669–1674
- Adam III. Batthyány (1704–1782), Herrschaftsinhaber 1762–1782
- Joseph Michael Weinhofer (1778–1859), Homilet und Katechet, 53 Jahre lang Pfarrer in Pinkafeld.
- Franziska Batthyány (1783–1861). Das Pinkafelder Schloss der Gräfin war Sammelpunkt der „Wiener Romantiker“ um Klemens Maria Hofbauer, zu denen darüber hinaus Zacharias Werner, Johann Emanuel Veith sowie Eduard Jakob von Steinle gehörten.
- Michael Haas (1810–1866), Bischof der Diözese Sathmar.

### Persönlichkeiten der Landes- und Staatspolitik

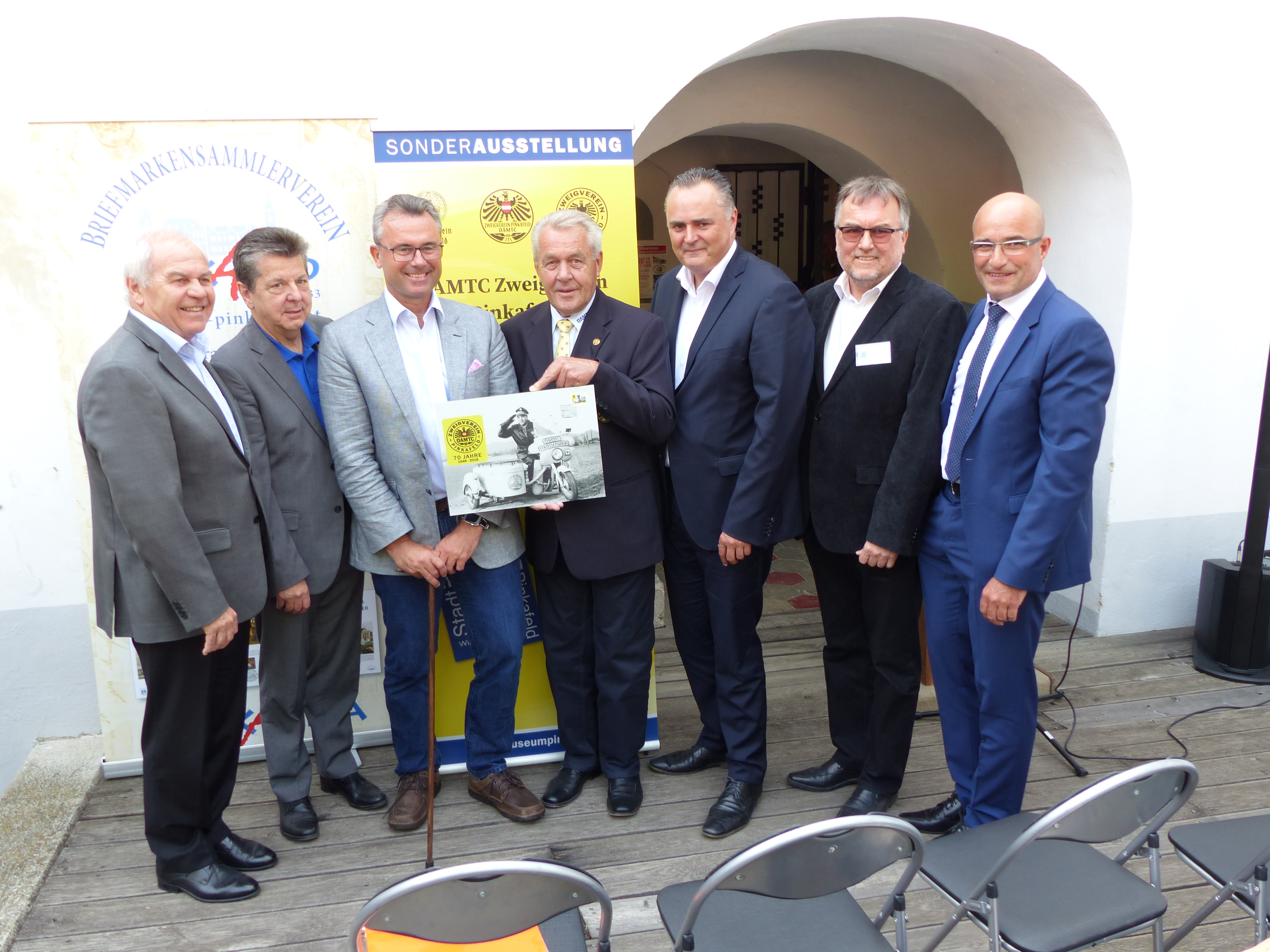
Norbert Hofer mit Hans Peter Doskozil bei einer Ausstellungseröffnung im Stadtmuseum Pinkafeld (2018)

- Franz Fiedler (1898–1956), Abgeordneter zum burgenländischen Landtag (1949–1953)
- Nikolaus Freyberger (1865–1944), Abgeordneter zum Burgenländischen Landtag (1923–1930) und Zweiter Landtagspräsident (1924–1925 und 1927–1930)
- Karl Fuith (1884–1966), Landesparteiobmann der Christlichsozialen Partei (1932–1934) und Abgeordneter zum Burgenländischen Landtag (1930–1934)
- Andrea Gottweis (* 1961), seit 1996 Abgeordnete zum Burgenländischen Landtag
- Julius Grabner (1903–1984), 3. Landtagspräsident des Burgenlandes, Abgeordneter zum burgenländischen Landtag (1949–1953)
- Ernst Guth, Abgeordneter zum österreichischen Nationalrat (1953–1956)
- Emmerich Haas (1896–1955), Abgeordneter zum burgenländischen Landtag (1949–1953)
- Norbert Hofer (* 1971), seit 2005 Vizeparteiobmann der FPÖ, seit 2006 Abgeordneter zum österreichischen Nationalrat und seit 29. Oktober 2013 dritter Präsident des Nationalrates, 2016 Präsidentschaftskandidat
- Alfred Kranich (1930–1998), Abgeordneter zum burgenländischen Landtag (1960–1973)
- Kurt Maczek (* 1955), seit 2005 Abgeordneter zum Burgenländischen Landtag
- Anton Pradl (1892–1966), österreichischer Stuhlmeister und Abgeordneter zum Burgenländischen Landtag (1934–1938)
- Franz Stampf (1899–1981), Abgeordneter zum burgenländischen Landtag (1949–1953)

### Persönlichkeiten aus Kunst, Kultur und Journalismus
- Sonja Ammann (* 1965), Journalistin und Drehbuchautorin (Vienna’s Lost Daughters)
- Gerald Groß (* 1964), Journalist, TV-Moderator
- Margarete Jahrmann (* 1967), Medienkünstlerin
- Eugen Jakab (* 1943), Kammermusiker, Professor für Klavier
- Dieter Kirchlechner (* 1932), Schauspieler, Drehbuchautor und Regisseur
- Franz Kirnbauer (1955–2009), Kulturpublizist und Herausgeber
- Otto Schmidt (1953–2009), Journalist, Reporter beim ORF, Herausgeber der Wiener G’schichten

## Weitere Persönlichkeiten
- Christian Friesl (* 1960), 1997–2003 Präsident der Katholischen Aktion Österreich, seit 2001 Bereichsleiter für Bildung und Gesellschaft in der Industriellenvereinigung
- Emmerich Gamauf (1899–1969), Rosshaar-Siebboden-Weber[3]
- Gernot Kerschbaumer (* 1983), Orientierungsläufer (Gold- und Silbermedaillengewinner bei den Militärweltmeisterschaften im Orientierungslauf, Brasilien 2011)
- François Kraut (1907–1983), Geologe und Mineraloge, Universitätsprofessor in Paris
- Sepp Linhart (* 1944), Japanologe, Universitätsprofessor in Wien
- Helmut Rauch (1939–2019), Kernphysiker

## Pinkafelder Bürgermeister seit 1921
| von/bis                                                    | Name                                  | Partei                                | Funktion                              |
| Erste Republik Österreich (1921–1933)                      | Erste Republik Österreich (1921–1933) | Erste Republik Österreich (1921–1933) | Erste Republik Österreich (1921–1933) |
| ---------------------------------------------------------- | ------------------------------------- | ------------------------------------- | ------------------------------------- |
| 1921–1923                                                  | Franz Brenner                         | –                                     | österreichischer Gemeindeverwalter    |
| 1923–1930                                                  | Julius Lehner                         | –                                     | Bürgermeister                         |
| 1930–1932                                                  | Karl Vestner                          | –                                     | Regierungskommissär                   |
| 1932–1933                                                  | Julius Lehner                         | –                                     | Bürgermeister                         |
| Zeit des Ständestaats – Bundesstaat Österreich (1933–1938) |                                       |                                       |                                       |
| 1933–1936                                                  | Rudolf Schwarz                        | –                                     | Regierungskommissär                   |
| 1936–1938                                                  | Josef Karl Homma                      | –                                     | Bürgermeister                         |
| Zeit des Nationalsozialismus – Deutsches Reich (1938–1945) |                                       |                                       |                                       |
| 1938–1945                                                  | Robert Stöger                         | NSDAP                                 | Bürgermeister                         |
| Besatzungszeit in der sowjetischen Zone (1945–1955)        |                                       |                                       |                                       |
| 1945–1946                                                  | Johann Hammerl                        | ÖVP                                   | Bürgermeister                         |
| 1946–1950                                                  | Ludwig Zartl                          | ÖVP                                   | Bürgermeister                         |
| 1950–1955                                                  | Adolf Posch                           | ÖVP                                   | Bürgermeister                         |
| Republik Österreich (seit 1955)                            |                                       |                                       |                                       |
| 1955–1967                                                  | Anton Braun                           | ÖVP                                   | Bürgermeister                         |
| 1968–1973                                                  | Alfred Kranich                        | ÖVP                                   | Bürgermeister                         |
| 1974–1975                                                  | Franz Ringhofer                       | ÖVP                                   | Bürgermeister                         |
| 1975–1990                                                  | Eugen Kainrath                        | ÖVP                                   | Bürgermeister                         |
| 1990–1997                                                  | Franz Schütter                        | ÖVP                                   | Bürgermeister                         |
| 1997–2002                                                  | Kurt Tripamer                         | ÖVP                                   | Bürgermeister                         |
| 2002–…                                                     | Kurt Maczek                           | SPÖ                                   | Bürgermeister                         |